# 부산신항
부산신항(釜山新港)은 부산광역시 강서구와 창원시 진해구의 경계에 있는 항만이다. 접안 시설인 안벽은 총 14.71 km로 45개 선석 규모로 개발되어 연간 컨테이너 13,250 천TEU 처리능력을 갖추게 된다. 1997년 10월 31일 착공해서 총 3단계 사업 중 북컨테이너부두는 운영중이며, 남컨테이너부두와 서컨테이너부두는 2021년현재 남컨테이너부두는 건설중, 서컨테이너부두는 추진중에 있다.

## 배경
부산항의 컨테이너 물동량은 급증하고 있는데 비해 항만시설은 부족하여 컨테이너 전용부두가 아닌 일반부두에서 컨테이너화물을 처리하는등 부산항 컨테이너 시설부족 문제가 점점 심화되고, 중단기 개발계획을 추진한다 해도 늘어나는 컨테이너 물동량을 원활히 처리하기 어려워졌다.
이에 반하여 날로 대형화, 고속화 되고 있는 컨테이너선은 컨테이너항만시설의 현대화와 대형화를 끊임없이 요구하고 있는 실정으로, 급격히 성장하는 신규 이웃항만들과 비교하여 부산항의 시설낙후가 점점 심화되어 대형선사들이 부산항 기항을 기피하는 사례가 점점 증가되어 부산항의 대대적인 개발이 절실히 요구되었다.
그러나 부산항은 도시구역과 바로 인접하고 있어 개발부지 부족으로 더 이상 항만시설을 확충하는데는 한계가 있어, 부산항과 바로 인접한 가덕도 일원에 대규모 컨테이너 터미널을 건설하기로 했다.

## 역사
- 1995년 3월: 민자유치대상사업으로 부산 신항만 건설사업 선정
- 1995년 4월: 타당성 조사 및 용역 발주
- 1996년 ~ 1997년: 실시설계
- 1997년 10월 31일: 착공

## 시설
| 구분                | 단계 | 개발주체           | 안벽길이(km) | 선석수 | 선석수 | 선석수 | 선석수 | 선석수          | 비고           |
| 구분                | 단계 | 개발주체           | 안벽길이(km) | 2006년 | 2007년 | 2009년 | 2011년 | 2012년 ~ 2020년 | 비고           |
| ------------------- | ---- | ------------------ | ------------ | ------ | ------ | ------ | ------ | --------------- | -------------- |
| 북컨테이너부두      | 1-1  | 부산신항국제터미널 | 1.2          | 3      |        |        |        |                 |                |
| 북컨테이너부두      | 1-1  | 부산신항만주식회사 | 0.8          |        | 3      |        |        |                 |                |
| 북컨테이너부두      | 1-2  | 부산신항만주식회사 | 1.2          |        |        | 3      |        |                 |                |
| 북컨테이너부두      | 2-1  | 부산항만공사       | 1.1          |        |        | 4      |        |                 |                |
| 다목적 및 일반 부두 |      | 정부, 민자         | 1.88         |        | 1      | 1      |        | 4               | 연결 잔교 포함 |
| 남컨테이너부두      | 2-2  | 부산항만공사       | 1.15         |        |        | 4      |        |                 |                |
| 남컨테이너부두      | 2-3  | 현대산업개발       | 1.4          |        |        |        | 4      |                 |                |
| 남컨테이너부두      | 2-4  | 민자               | 1.05         |        |        |        |        | 3               |                |
| 서컨테이너부두      | 2-5  | 부산항만공사       | 0.7          |        |        |        |        | 2               |                |
| 서컨테이너부두      | 2-6  | 부산항만공사       | 1.05         |        |        |        |        | 3               |                |
| 서컨테이너부두      | 3    | -                  | 1.85         |        |        |        |        | 5               |                |
| 피더부두            |      | -                  | 0.98         |        |        |        |        | 4               |                |
| 양곡부두            |      | -                  | 0.35         |        |        |        |        | 1               |                |

## 해양 레저
부산신항의 다음 해역에서 해양레저 활동을 하고자 하는 경우에는 구명 설비 등 안전에 필요한 장비를 갖추고 사전에 창원해양경찰서장의 허가를 받아야 한다.
- 근거법령 : 해양안전법 제34조의3, 같은법 시행령 제10조
- 고시구역 : 다음 각호의 기점을 순차적으로 연결한 선안의 해역

1. 북위 35-03.50, 동경 128-66.70
2. 북위 35-02.87, 동경 128-47.22
3. 북위 35-02.87, 동경 128-47.63
4. 북위 35-02.92, 동경 128-47.87
5. 북위 35-05.85, 동경 128-47.03
6. 북위 35-05.90, 동경 128-47.28

## 같이 보기
- 부산신항해상교통관제센터
- 부산신항선